# Черниговщина. Энциклопедический справочник
Черниговщина: Энциклопедический справочник (укр. Чернігівщина: Енциклопедичний довідник), Черниговщина — универсальный справочник, посвящённый истории, культуре, географии, населённым пунктам и персоналиям Черниговской области Украины.
Справочник издан на украинском языке тиражом 50 тысяч экземпляров объёмом 1007 страниц, более 3700 статей, в 1990 году издательством «Украинская Советская Энциклопедия» имени М. П. Бажана под редакцией А. В. Кудрицкого (ответственный редактор).

## Редакция
Ответственный редактор — Кудрицкий, Анатолий Викторович.
В редакционную коллегию издания также вошли А. Н. Близнюк, И. Л. Бутич, А. Б. Коваленко, Л. И. Палажченко, В. М. Половец, Л. А. Проценко.

## Библиографическое описание
- Чернігівщина. Енциклопедичний довідник :  [укр.] / За ред. А. В. Кудрицького ; ред. кол.: А. Н. Близнюк, І. Л. Бутич, О. Б. Коваленко, Л. І. Палажченко, В. М. Половець, Л. А. Проценко. — Киев : Українська Радянська Енциклопедія імені М. П. Бажана, 1990. — 1007 с. — ISBN 5-88500-011-5.